# Janne Wirman
Janne "Warman" Wirman (né le 26 avril 1979 à Espoo, Finlande) est un clavieriste finlandais ayant joué avec le groupe de death metal mélodique finlandais, Children Of Bodom jusqu'en 2019.
Il joue également dans un autre groupe dont il est le fondateur, Warmen, qui est un groupe instrumental. Wirman est considéré comme l'un des meilleurs claviéristes de metal au monde, principalement grâce à sa très grande vitesse de jeu.

## Biographie
Né à Espoo en Finlande, Janne Wirman a commencé à jouer du piano à l'âge de 5 ans et atteint vite un très haut niveau. Durant presque toute sa jeunesse, Wirman s'est principalement adonné au jazz. Son intérêt principal changea pour le heavy metal lorsqu'il rejoint le groupe Children of Bodom en 1997.
Il sort diplômé du Conservatoire de « Pop and Jazz de Helsinki » à l'âge de seize ans. Puis il est invité par Jaska Raatikainen à rejoindre « Children Of Bodom », leur ancien claviériste (Jani Pirisjoki) ayant été expulsé du groupe. Janne fut donc le facteur décisif au groupe pour qu'il puissent réellement commencer leur carrière professionnelle.
Son talent ajoute une touche indispensable au groupe, et, après un peu d'entraînement il est capable de jouer en synchronisation parfaite avec le guitariste principal du groupe, Alexi Laiho.